# Barry Goldwater
Barry Morris Goldwater (2 de janeiro de 1909 - 29 de maio de 1998) foi senador pelo estado de Arizona (1953-1965, 1969-1987) pelo Partido Republicano e candidato a presidente na eleição de 1964 nos Estados Unidos da América. Era também Major-General da Força Aérea de Reserva dos Estados Unidos Nos anos de 1960 a 1964, era conhecido como "Sr. Conservador". Goldwater é o político a quem se dá mais crédito pelo início da ressurgência do movimento político conservador americano nos anos de 1960. Teve também um impacto substancial sobre o movimento libertário.
Goldwater rejeitava o legado do New Deal e lutou dentro da coalizão conservadora para derrotar a coligação do New Deal. Mobilizou um grupo de militantes conservadores para ganhar as primárias republicanas de 1963. Acusado de extremismo, usou o seu discurso de vitória nas primárias para contra-atacar: "Extremismo na defesa da liberdade não é um vício!… Moderação na busca da justiça não é uma virtude!" Perdeu a eleição presidencial de 1964 para o democrata Lyndon Johnson por uma das maiores margens da história, arrastando consigo muitos candidatos republicanos ao congresso. A campanha de Johnson e outros críticos destacavam-no como reacionário, enquanto os seus apoiantes militavam contra a União Soviética, os sindicatos e o estado-providência. A sua derrota permitiu a Johnson e aos congressistas democratas passar os programas da Great Society, mas a derrota de muitos republicanos tradicionais em 1964 também abriu caminho para a mobilização de novos conservadores. Goldwater foi menos activo como líder dos conservadores depois de 1964. Os seus apoiantes voltaram o seu apoio para Ronald Reagan que se tornou governador da Califórnia, em 1967, e presidente, em 1981.
Goldwater voltou ao senado em 1969 e especializou-se na política de defesa, aproveitando a sua experiência enquanto oficial da força aérea. A sua maior obra terá sido a passagem do Goldwater Nichols Act de 1986, que reestruturou os níveis superiores do Pentágono, aumentando o poder do presidente do conselho de chefes de junta na direção da ação militar.
Enquanto estadista respeitado do partido, Goldwater persuadiu o presidente Nixon a demitir-se quando as provas do escândalo Watergate se acumularam e a sua demissão compulsória pelo congresso era iminente.
Nos anos 80, a crescente influência da direita cristã sobre o Partido Republicano entrou em conflito com as suas opiniões liberais que se tornou um adversário forte da direita religiosa em questões como aborto legal, direitos dos homossexuais no exército, marijuana medicinal, bem como o papel da religião na vida pública.

## Início de vida
Goldwater nasceu em 1909 em Phoenix, então Território do Arizona, de Baron Goldwater e da sua esposa Hattie Josephine ("JoJo") Williams. A família judia do seu pai tinha fundado a "Goldwater's", o maior supermercado de Phoenix. O nome da família tinha sido mudado de Goldwasser para Goldwater pelo menos antes do censo de 1860 em Los Angeles, Califórnia. Os seus avós paternos, Michel e Sarah (Nathan) Goldwater casaram-se na Grande Sinagoga de Londres. A mãe de Goldwater vinha de uma tradicional família Yankee que incluía o famoso teólogo Roger Williams de Rhode Island. Os seus pais tinham casado numa igreja episcopal de Phoenix. Durante toda a sua vida Goldwater pertenceu à Igreja Episcopal dos Estados Unidos, apesar de, em raras ocasiões, ter referido a si próprio como judeu. Apesar de não frequentar regularmente a igreja afirmou que: "Se um homem age de maneira religiosa, eticamente, então é realmente religioso - isso não tem muito a ver com a frequência com que entra numa igreja".
O supermercado tornou a família Goldwater confortavelmente rica. Barry Goldwater graduou-se na Academia militar de Staunton, uma escola particular de elite da Virgínia, e frequentou a Universidade do Arizona por um ano, onde pertenceu à fraternidade Sigma-Chi. Apesar de nunca ser chegado ao seu pai, Goldwater assumiu o negócio da família após a morte daquele em 1930. Tornou-se republicano (num estado fortemente democrata), promoveu práticas de negócio inovadoras, e opôs-se ao New Deal, principalmente porque este favorecia os sindicatos. Goldwater conheceu o presidente Herbert Hoover, cuja política conservadora admirava. Em 1934, casou com Margaret "Peggy" Johnson, filha abastada de um importante industrial de Muncie, Indiana. Tiveram quatro filhos: Joanne (nascida a 1 de Janeiro de 1936), Barry (nascido a 15 de Julho de 1938), Michael (nascido a 15 de Março de 1940) e Peggy (nascida a 27 de Julho de 1944). Enviuvou, em 1985, e, em 1992, casou-se com Susan Wechsler, uma enfermeira 32 anos mais nova.
Com a entrada dos Estados Unidos na Segunda Guerra Mundial, Goldwater recebeu uma comissão na Força Aérea do Exército. Tornou-se piloto do Ferry Command, uma unidade recentemente formada que pilotava aviões de carga para cenários de guerra por todo o mundo. Passou a maior parte da guerra pilotando entre os Estados Unidos e a Índia, passando pelos Açores e pelo norte de África, ou pela América do Sul, Nigéria e África Central. Voou o Himalaia para entregar abastecimentos à República da China. Permanecendo na reserva da Força Aérea depois da guerra, acabou por retirar-se da posição de piloto de comando com o posto de Major General. Nessa altura já tinha pilotado 165 tipos diferentes de aeronaves. Após a guerra, Goldwater esteve entre os principais proponentes da criação da Academia da Força Aérea dos Estados Unidos e, posteriormente, serviu no seu quadro de visitantes. O centro de visitas da academia tem hoje o seu nome. Como coronel, fundou a Guarda Nacional Aérea do Arizona. Goldwater teve também um papel influente nas pressões para o departamento de defesa desagregar forças armadas.
Em 1940, Goldwater foi uma das primeiras pessoas a descer o rio Colorado através do Grand Canyon e a participar como remador na segunda viagem fluvial comercial de Norman Nevill. Goldwater juntou-se à viagem em Green River, Utah e conduziu o seu barco a remos até ao Lago Mead. Em 1970, a Fundação Histórica do Arizona publicou o diário escrito por Goldwater durante a descida pelo Colorado, com as fotografias por ele tiradas, num volume de 209 páginas intitulado "Delightful Journey".
O filho de Goldwater, Barry Goldwater Jr., serviu na Câmara dos Representantes do Estados Unidos pela Califórnia, entre os anos de 1969 e de 1983.

## Carreira política
Goldwater entrou para a vida política de Phoenix em 1949, ao ser eleito para a Assembleia Municipal, como parte dum grupo de candidatos independentes focado em "limpar" situações escandalosas de prostituição e jogo ilegal. Como republicano, ganhou um lugar no Senado dos Estados Unidos. Em 1952, derrotando o democrata veterano e líder da maioria no senado, Ernest McFarland. Voltou a derrotar McFarland em 1958, com um bom resultado na sua primeira reeleição em um ano em que os democratas ganharam mais de treze lugares no senado. Deixou o senado em 1964 para se dedicar à campanha presidencial.

### Opinião e ação política
Goldwater ficou rapidamente associado à reforma sindical e ao anticomunismo; foi um apoiante activo da coligação conservadora no congresso. No entanto, rejeitou o movimento anticomunista. Em 1956, defendeu no Senado a redação final do projeto de lei da saúde mental no Alasca, apesar da oposição considerar a lei uma conspiração para estabelecer campos de concentração no estado. Manifestou-se a favor de reformas contra a corrupção e enfrentou a campanha da AFL-CIO, uma organização sindical, contra a sua reeleição em 1958.
Goldwater votou contra a censura ao senador Joseph McCarthy em 1954, mas ele próprio foi mais moderado que McCarthy, nunca acusando nenhum indivíduo de ser agente soviético ou comunista. Em 1960 enfatizou a sua forte oposição à expansão mundial do comunismo no seu livro A Consciência de um Conservador. O livro tornou-se referência nos círculos políticos conservadores.
Em 1964 Goldwater levou a cabo uma campanha conservadora que enfatizava os "direitos dos estados". A sua campanha foi um íman para os conservadores uma vez que se opunha à interferência do governo federal nos assuntos estaduais. Apesar de ter apoiado toda a anterior legislação de direitos civis e de ter apoiado a versão original do senado do projeto de lei, Goldwater decidiu opor-se à Lei dos Direitos Civis de 1964. Disse basear a sua decisão na opinião de que a lei era uma intrusão do governo federal nos assuntos dos estados, e que interferia com o direito dos privados de fazer ou não negócio com quem quisessem.
Em 1961 Goldwater disse, em conferência republicana em Atlanta: "(…)não vamos conseguir o voto negro em bloco nem em 1964 nem em 1968, por isso devemos ir caçar onde os patos estão".
Tudo isto apelou aos democratas brancos sulistas, e Goldwater foi o primeiro republicano a ganhar as eleições nos estados do sul profundo (Louisiana, Georgia, Alabama, Mississippi, e Carolina do Sul) desde o fim da Guerra Civil Americana. Contudo o voto contra de Goldwater para a lei dos direitos civis acabaria por ser catastrófico para a sua campanha fora do sul (além dos estados referidos acima, a chamada Dixie, Goldwater ganhou apenas no Arizona, o seu estado natal), contribuindo para a sua derrota esmagadora.
Apesar de ter sido descrito pelos seus opositores nas primárias republicanas como representante dum conservadorismo extremo, os seus registos de voto no senado mostram que as suas posições estavam e harmonia com as dos seus colegas republicanos no congresso. O que o distinguia de seus predecessores era, segundo Hans Morgenthau, as suas firmezas de princípios e determinação, que não o deixavam satisfazer-se com retórica.
Em 1971 Goldwater lutou pela cessação do financiamento dos Estados Unidos às Nações Unidas após esta organização admitir a República Popular da China. Goldwater disse:

Sugeri hoje no senado que cessassemos todos os fundos para as Nações Unidas. Agora, o que isso fará às Nações Unidas não sei. Tenho o palpite de que lhe causará a falência, o que me faria muito feliz nesta altura. Acho que se isso acontecer eles podem bem mudar a sede deles para Pequim ou Moscovo e tirá-la deste país."

### Eleições

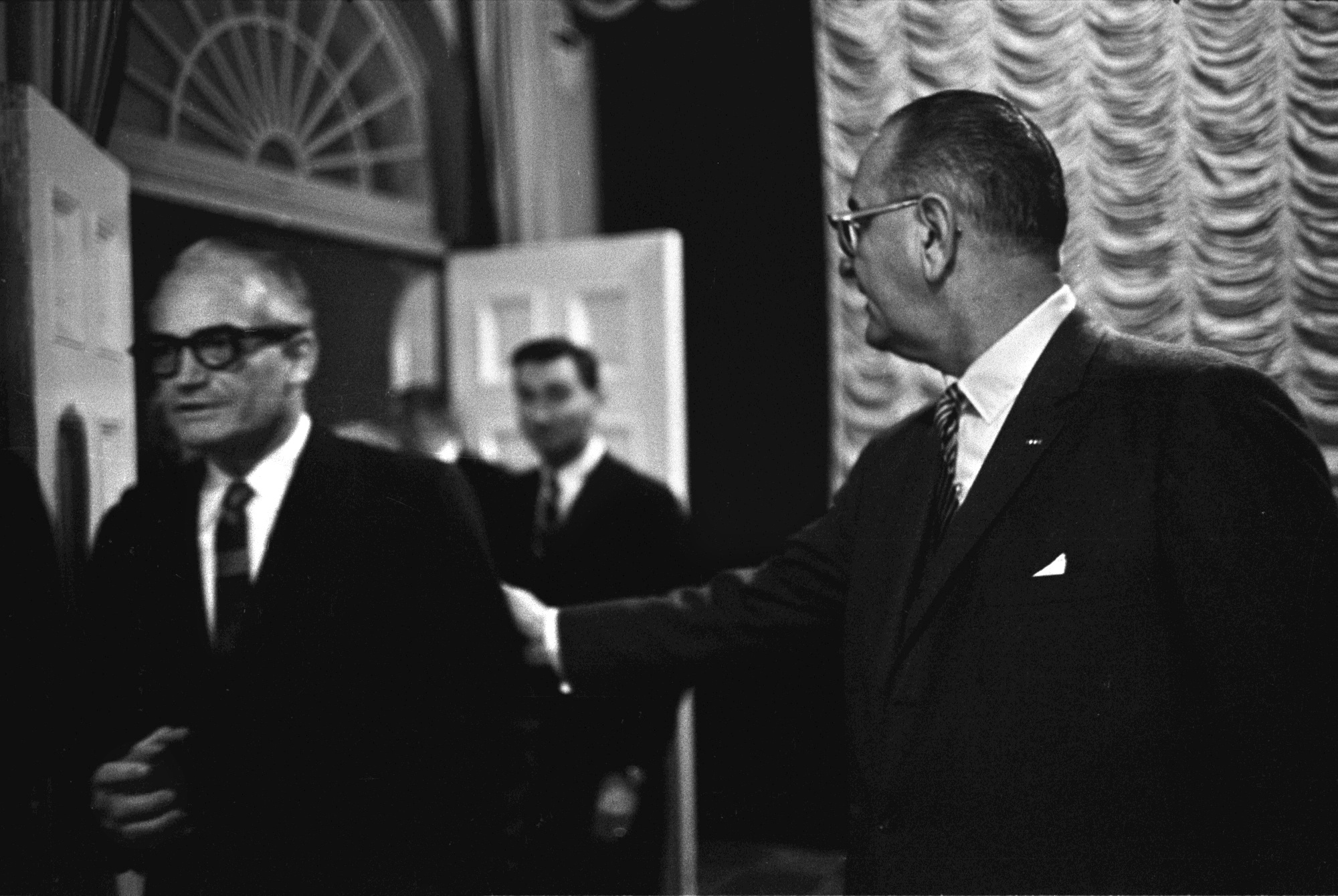
O presidente Lyndon B. Johnson e o senador Goldwater, em 1964.

Em 1964 disputou e ganhou a litigada corrida à nomeação do Partido Republicano para candidato às presidenciais. O seu maior rival foi o governador do Estado de Nova Iorque, que derrotou por uma curta margem na disputada primária da Califórnia. À sua nomeação opunham-se os republicanos liberais, que pensavam que o desejo de Goldwater de levar a cabo a rollback, a derrota da União Soviética, levaria a uma guerra nuclear.
Dois livros foram publicados para promover Goldwater: A Choice, Not An Echo de Phyllis Schlafly e A Texan looks at Lyndon: A Study in Illegitimate Power - Um texano olha para Lyndon: Um estudo sobre poder ilegítimo do historiador texano J. Evetts Haley. Ambos foram best-sellers mas não conseguiram melhorar a sua perspectiva eleitoral.
Foi derrotado pelo presidente-candidato Lyndon Johnson com uma das maiores margens nos votos colegiados, no caso 486 contra 52. Pelo que consta o próprio partido o abandonou. Ainda assim Goldwater continuou influente no Arizona, e nas eleições para o Senado de 1968 foi eleito para o lugar de Carl Hayden, que se retirava. Foi depois reeleito em 1974 e 1980. Em 1974 conseguiu facilmente a reeleição. No entanto a sua campanha em 1980 foi renhida, conseguindo uma escassa vitória contra o democrata Bill Schultz. Goldwater confessaria mais tarde que este resultado o convencera a não concorrer de novo em 1986.

### Aposentadoria
Goldwater ponderou seriamente reformar-se em 1980 antes de se decidir a concorrer à reeleição. Diz-se que Peggy Goldwater esperasse que o mandato de seu marido, que acabaria em 1981, fosse o seu último. Goldwater decidiu concorrer, planeando fazer deste mandato o seu último no senado. Acabou por enfrentar uma batalha surpreendentemente dura pela reeleição. Muitos consideravam-no já ultrapassado por várias razões; especialmente porque planeara retirar-se em 1981, Goldwater não tinha visitados muitas áreas do Arizona exceto Phoenix e Tucson. Foi também desafiado por um formidável opositor, Bill Schultz, um democrata que havia antes sido republicano e um rico agente imobiliário. Schulz usou quantias maciças da sua fortuna na campanha.
A mudança demográfica do Arizona também prejudicou Goldwater. A população do estado crescera muito, e uma grande parte do eleitorado não vivera no estado aquando das anteriores eleições do candidato. Deste modo muitos dos eleitores não estavam familiarizados com os valores de Goldwater. Os resultados provisórios conhecidos na noite eleitoral pareciam indicar a vitória de Schulz. A contagem dos votos continuou durante a noite e até à manhã seguinte. À alvorada Goldwater soube que fora reeleito graças aos votos enviados por correio, que foram dos últimos a contar-se. A sua vitória tangencial em 1980 aconteceu apesar da vitória esmagadora de 61% de Ronald Reagan sobre Jimmy Carter no Arizona. Os republicanos retomaram o controlo do senado, ficando Goldwater com a mais poderosa posição que alguma vez aí tivera.
Goldwater aposentou-se em 1987, servindo como membro dos comités de serviços secretos e das forças armadas do senado durante o seu último mandato. Apesar da sua reputação como radical nos anos 60, no fim da sua carreira foi considerado uma força estabilizadora no senado, um dos seus mais respeitados membros entre os dois partidos. Apesar de se ter mantido fervorosamente anticomunista e "duro" em questões militares, foi um dos mais importantes apoiantes da ratificação do Tratado do Canal do Panamá nos anos setenta, que devolveriam o controlo da zona do canal à República do Panamá. Pode considerar-se o seu maior feito legislativo a Lei Goldwater-Nichols de 1986, que reorganizou a estrutura superior de comando das forças armadas dos Estados Unidos.

### Relacionamentos políticos
Goldwater ficou pesaroso com o assassinato de John Kennedy  e desapontado pelo facto de o seu oponente nas eleições não ser Kennedy mas o seu vice-presidente, o antigo líder da maioria democrata no senado Lyndon B. Johnson, do Texas. Goldwater não gostava de Johnson (dizia que este "usava todos os truques sujos do saco"), nem de Richard Nixon da Califórnia (a quem chamou mais tarde "o indivíduo mais desonesto que conheci na minha vida"). Goldwater, na altura de novo senador, defendeu a demissão de Nixon no clímax do escândalo Watergate, avisando que menos que dez senadores votariam contra a sua condenação depois de uma moção de censura (impeachment) da Câmara dos Representantes. O termo "momento Goldwater" tem sido usado desde então para descrever situações em que membros influentes do congresso discordam tão fortemente com um presidente do seu partido que se manifestam e se lhe opõem.

### Goldwater e o ressurgimento do conservadorismo americano

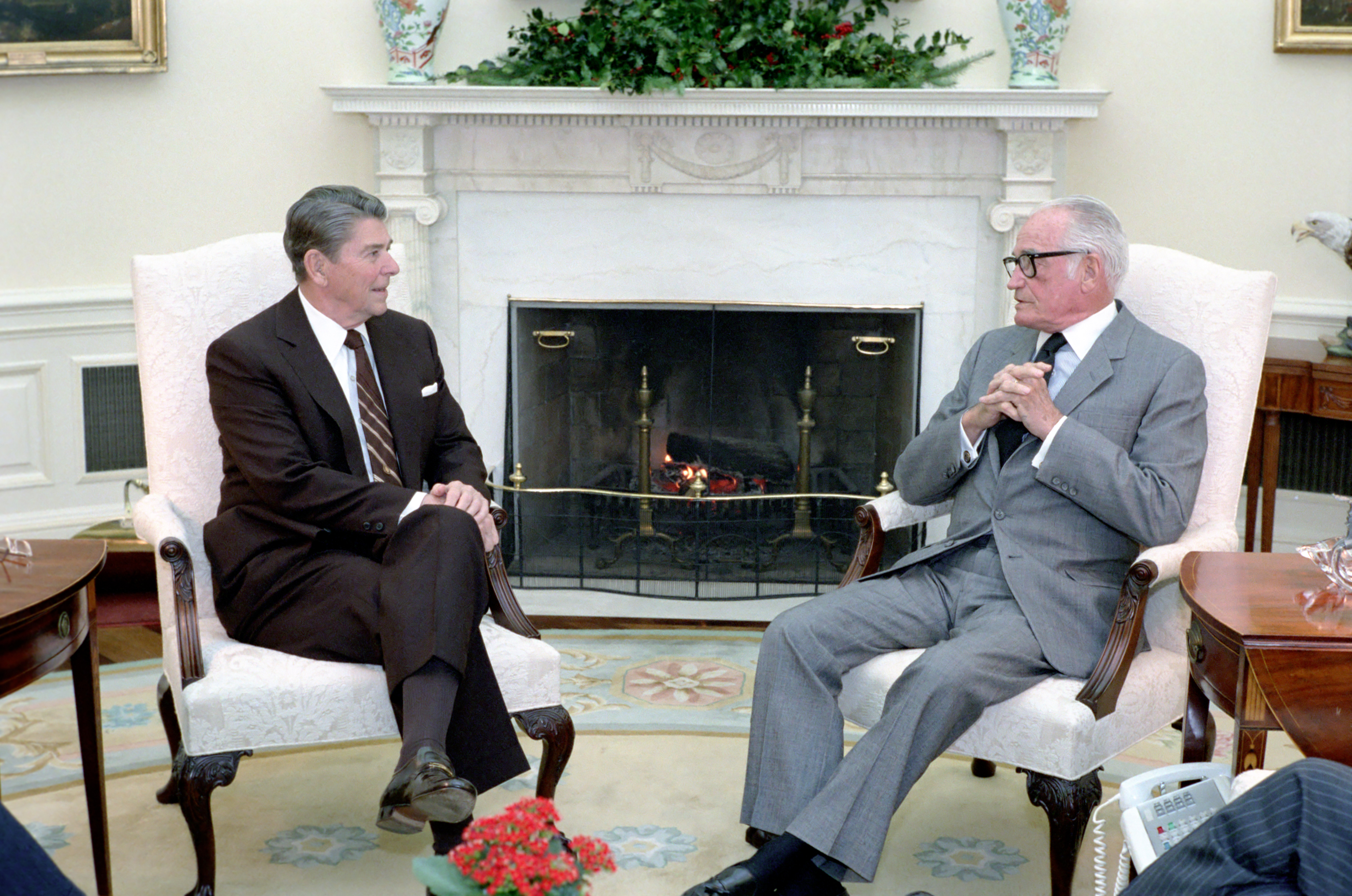
O presidente Reagan se encontrando com o senador Goldwater, no Salão Oval, em dezembro de 1984.

Apesar de Goldwater não ter sido tão importante como Ronald Reagan para o movimento conservador dos Estados Unidos após 1965, moldou e definiu o movimento entre o final dos anos 50 e 1964. O senador do Arizona John McCain sumarizou deste modo o seu legado:"Transformou o partido republicano de uma organização elitista do Este no solo fecundo para a eleição de Ronald Reagan". O colunista George Will comentou após a eleição presidencial de 1980 que se tinha demorado 16 anos a contar os votos de 1964, e que Goldwater tinha ganho.
O partido republicano recuperou do desaire de 1964, ganhando 47 lugares na câmara dos representantes nas eleições intercalares de 1966. Seguiram-se mais sucessos republicanos, incluindo o regresso de Goldwater ao senado em 1968. Em Janeiro desse ano, Goldwater escreveu um artigo na National Review afirmando que não se opunha aos liberais (esquerdistas no vocabulário dos Estados Unidos), que estes eram necessários para contrabalançar o conservadorismo, e que tinha em mente um grande liberal como Max Lerner."
Goldwater era um grande defensor do ambiente. Explicou a sua posição em 1969 dizendo:
"Definitivamente considero que a administração [de Nixon] está absolutamente correta no combate às empresas e municípios que continuam a poluir o ar e a água na nação. Apesar de ser um grande crente no sistema de livre empresa competitivo e em tudo o que este envolve, sou ainda um maior crente no direito do nosso povo de viver num ambiente limpo e sem poluição. Com este fim creio que quando existir poluição esta deva ser travada na fonte, mesmo que isso exija ação estringente contra segmentos importantes da nossa economia nacional.."
Durante os anos 70, enquanto a ala conservadora liderada por Reagan ganhava o controlo do partido, Goldwater concentrou-se nos seus deveres no senado, especialmente em questões militares. Pouco se envolveu na eleição ou na administração de Richard Nixon, mas ajudou a forçar a demissão de Nixon em 1974. Em 1976 ajudou a impedir que Rockefeller fosse renomeado vice-presidente. Quando Reagan desafiou Gerald Ford para a candidatura republicana à presidência em 1976 Goldwater apoiou Ford, procurando consenso em vez de idealismo conservador. Como nota um historiador, "o arizoniano perdera muito do seu ardor pelo combate."
Qunado em 1979 o presidente Jimmy Carter normalizou as relações com a China Comunista Goldwater e alguns outros senadores processaram-no no supremo tribunal, argumentando que o presidente não podia anular sem aprovação do congresso o tratado de defesa mútua sino-americano assinado com a República da China (Taiwan). O caso ficou conhecido como Goldwater vs. Carter, e foi rejeitado pelo tribunal como uma questão política.

### Últimos anos
Nos anos 80, com Ronald Reagan como presidente e o crescente envolvimento da direita religiosa na política conservadora, revelaram-se as opiniões liberais de Goldwater nos assuntos individuais; achava serem estas parte do verdadeiro conservadorismo. Goldwater considerava o aborto como uma questão de escolha pessoal, na qual o governo não deveria intervir.
Como defensor apaixonado da liberdade pessoal viu as opiniões da direita religiosa como uma ataque à privacidade e às liberdades individuais. Na sua campanha de reeleição para o senado de 1980 recebeu apoio dos conservadores religiosos mas nesse seu último mandato votou consistentemente para manter a legalidade do aborto e, em 1981, discursou sobre a sua zanga acerca dos ataques de organizações religiosas aos políticos, dizendo que os combateria o mais que pudesse. Goldwater também discordou da administração Reagan em certos temas da política externa, opondo-se por exemplo ao minar de portos da Nicarágua. Apesar das suas divergências com o presidente Eisenhower, Goldwater disse numa entrevista em 1986 ter sido aquele o melhor presidente dos sete com quem trabalhara.
A 12 de Maio de 1986 o presidente Ronald Reagan condecorou Goldwater com a medalha presidencial da liberdade.
Depois da sua aposentadoria em 1987, Goldwater descreveu o governador do Arizona Evan Mecham como "cabeça dura" e instou-o a demitir-se. Dois anos depois afirmou que o partido republicano fora tomado por "uma camarilha de avariados".
Em 1988, como reconhecimento pela sua carreira, a sociedade whig-cliosofica americana da Universidade de Princeton atribuiu-lhe o prémio James Madison de serviço público distinto.
Numa entrevista de 1994 ao Washington Post, disse: 
Quando se fala da "direita radical" hoje em dia em penso nas iniciativas de fazer dinheiro de indivíduos como Pat Robertson e outros que estão tentando tomar o partido republicano e fazer dele uma organização religiosa. Se isso alguma vez acontecer, deêm um beijo de despedida à política.
Goldwater visitou a vila de Bowen em Illinois em 1989, para ver e conhecer o local em que a sua mãe se criara.
Respondendo à oposição de Jerry Falwell líder da organização Moral Majority (maioria moral), à nomeação de Sandra Day O'Connor para o supremo tribunal dos Estados Unidos, tendo Falwell dito que, "todo o bom cristão devia estar preocupado", Goldwater retorquiu: "todo o bom cristão devia dar ao Falwell um pontapé no cu!" (Segundo John Dean, Goldwater dissera que os bons cristãos deveriam dar a Falwell um pontapé nos "tomates", mas a imprensa teria mudado "a refrência anatómica".)  Goldwater teve também palavras duras para com o seu outrora protegido Ronald Reagan, em especial depois de o caso Irão-Contras ser tornado público em 1986. O jornalista Robert MacNeil, amigo de Goldwater desde a campanha presidencial de 1964, lembrou uma entrevista ao senador que acontecera pouco depois. "Ele estava no escritório com as mão na bengala… e disse-me: 'Bem, não me vai perguntar sobre a venda de armas ao Irão?' Tinha sido há pouco anunciado que a administração Reagan vendera armas ao Irão. E eu disse: 'Bem, se perguntasse, o que diria o senhor?' Ele disse, 'Diria que é a mais estúpida trapalhada de política externa que este país já fez!'" No entanto Goldwater disse que exceptuando esse escândalo, Reagan foi um bom presidente. Durante a campanha presidencial de 1988 terá dito a Dan Quayle num evento de campanha no Arizona: "Quero que vá dizer ao George Bush para começar a falar sobre os assuntos sérios".
Algumas das suas afirmações nos anos 90 não agradaram aos que eram conservadores em questões sociais. Goldwater apoiou a democrata Karan English como candidata ao congresso pelo Arizona, insistiu com os republicanos para deixarem o presidente Bill Clinton em paz quanto ao escândalo Whitewater, e criticou a proibição a que os homossexuais servissem no exercito. Disse nessa altura: "Toda a gente sabe que os homossexuais têm servido com honra nas forças armadas pelo menos desde o tempo de Júlio César." Poucos anos antes da sua morte chegou mesmo a dirigir-se aos republicanos deste modo: "Não associem o meu nome a nada do que vocês fazem. Vocês são extremistas, e prejudicaram o partido republicano mais do que os democratas."
Em 1996 disse a Bob Dole, cuja campanha presidencial recebeu pouco apoio dos republicanos conservadores: "Somos os novos liberais do partido republicano. Acreditas nisto?" No mesmo ano, com o senador Dennis DeConcini, Goldwater apoiou uma iniciativa no Arizona para legalizar o uso de canábis para fins medicinais, contra a opinião dos conservadores em matérias sociais.

## Hobbies e interesses

### Rádio amadora
Goldwater foi operador de rádio amador desde os anos 20, com os indicativos 6BPI, K3UIG e K7UGA. O último é usado agora por um clube do Arizona em sua memória, como chamada comemorativa. Durante a guerra do Vietname passou muitas horas dando a possibilidade aos soldados lá destacados de comunicar com suas famílias através do Military Affiliate Radio System (MARS).
Goldwater foi também um porta-voz proeminente da rádio amadora e dos seus entusiastas. A partir de 1969 e até à sua morte apareceu em muitos filmes educacionais e promocionais acerca do hobby que foram produzidos pela American Radio Relay League (a associação representante dos interesses das rádios amadoras nos Estados Unidos) por produtores como Dave Bell (W6AQ), John R. Griggs (W6KW), Diretor a ARRL do sudoeste, Alan Kaul (W6RCL), Forest Oden (N6ENV) e o já falecido Roy Neal (K6DUE). Da primeira vez apareceu no programa de Dave Bell "O mundo da rádio amadora", onde discutiu a história do hobby e demonstrou um contacto ao vivo com a Antártida. A última vez que apareceu no ecrã a respeito da rádio amadora foi em 1994, explicando o que era um satélite para a rádio amadora que seria lançado em breve.
Outros temas da eletrónica interessavam a Goldwater. Gostava de montar equipamentos da empresa Heathkits, completando mais de cem e visitando frequentemente o fabricante em Benton Harbor, no Michigan, para comprar mais, antes de a empresa abandonar o mercado em 1992.

### Bonecos Kachina

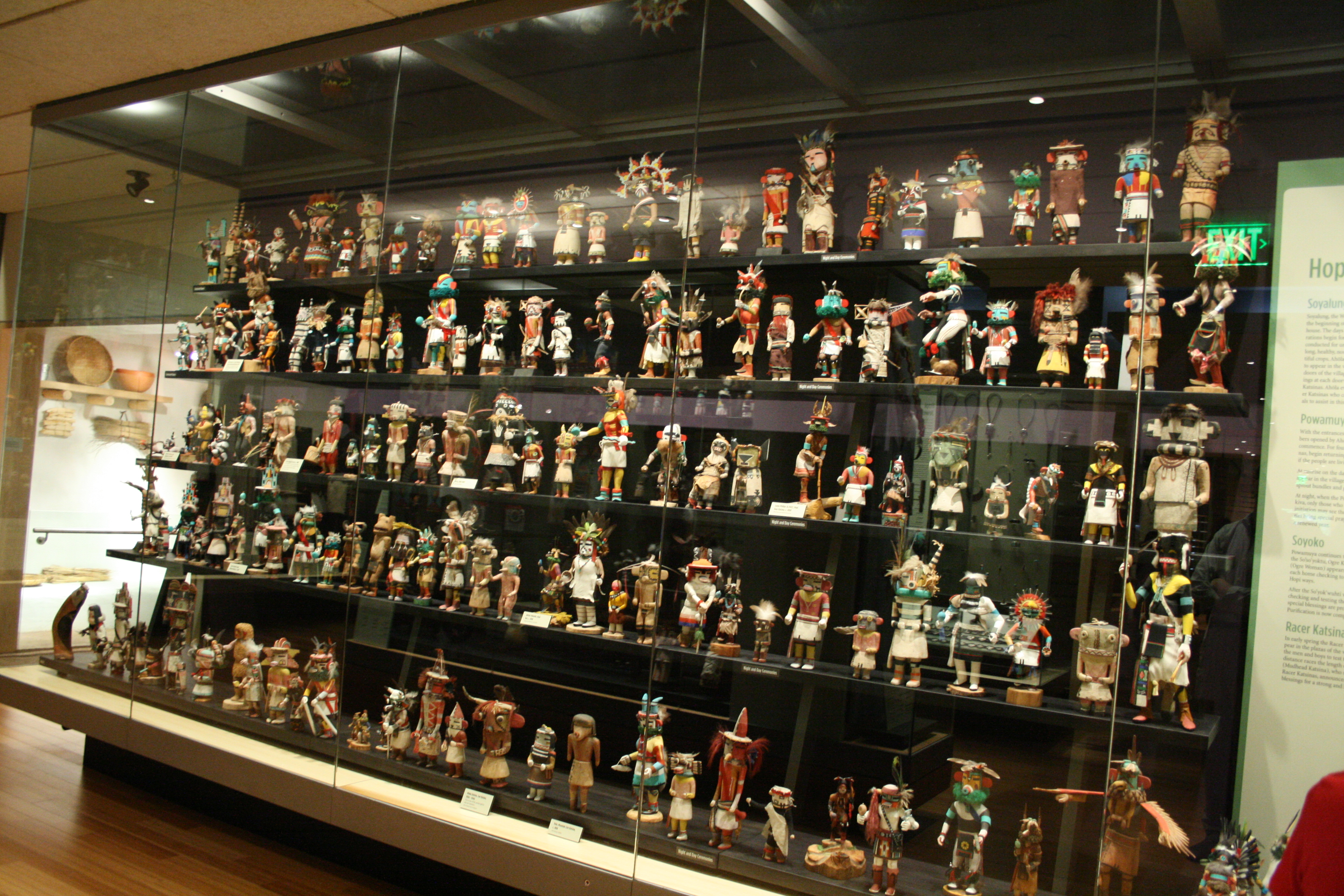
Mais de metade dos bonecos kachina dos museu Head foram doados por Goldwater

Em 1916 Goldwater visitou a reserva índia dos Hopi com o arquiteto de Phoenix John Rinker Kibby, e conseguiu o seu primeiro boneco kachina. A sua coleção acabou por incluir 437, e foi oferecida em 1969 ao museu Heard em Phoenix.

## Morte
As aparições públicas de Goldwater cessaram no final de 1996, quando sofreu um acidente vascular cerebral. Os seus familiares revelaram que ele estava na fase inicial da doença de Alzheimer. Faleceu a 29 de maio de 1998, com 89 anos em Paradise Valley, Arizona, de AVC - Acidente Vascular Cerebral. Os seus restos mortais foram cremados.

## Parentes
O seu filho, Barry Goldwater, Jr., serviu como congressista pela Califórnia entre 1969 e 1983. Foi o primeiro congressista a servir estando o seu pai ao mesmo tempo no senado. O sobrinho de Goldwater, Don Goldwater, tentou a nomeação do partido republicano do Arizona para concorrer às eleições para governador do estado em 2006, mas foi derrotado por Len Munsil.

## Edifícios e monumentos

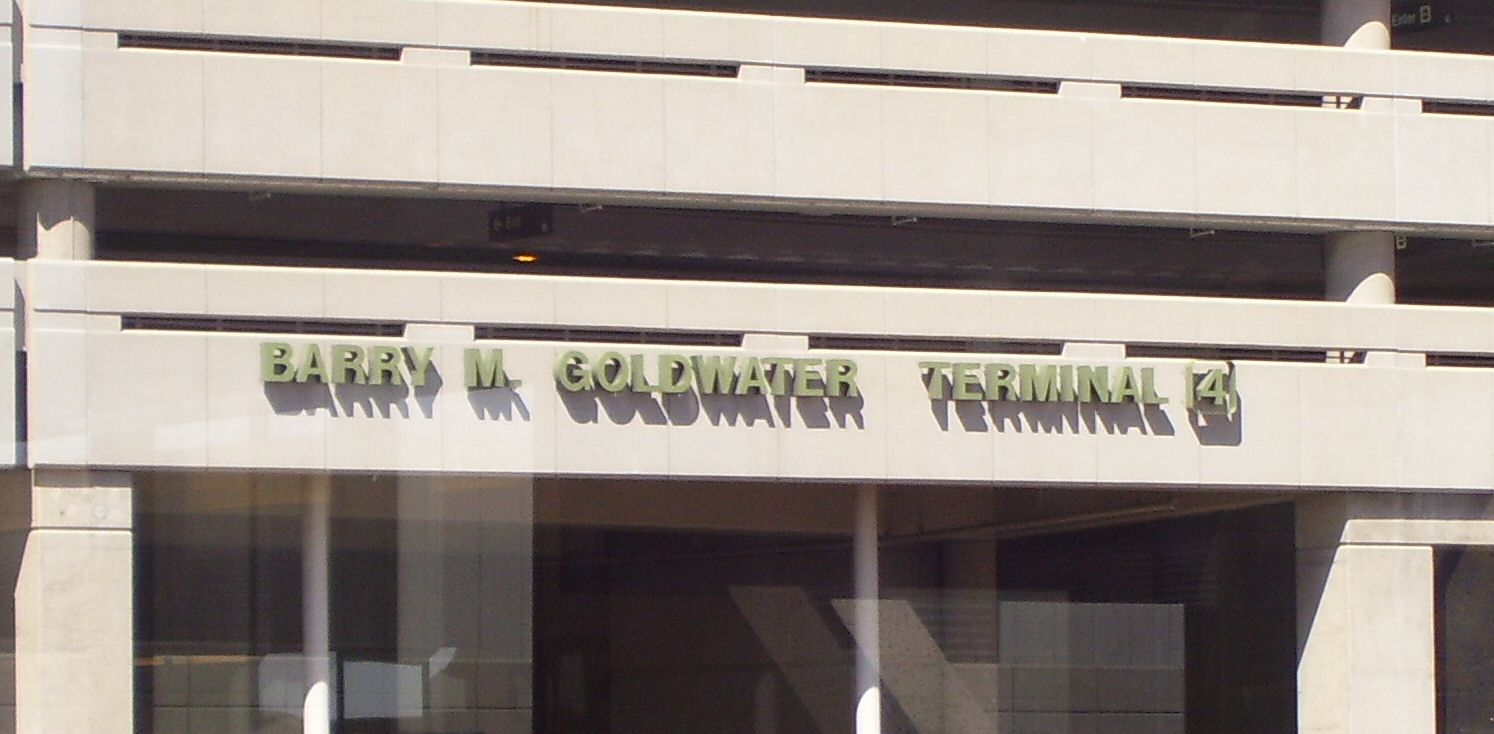
Entrada do terminal Barry Goldwater no Aeroporto Internacional de Phoenix Sky Harbor

Entre os edifícios e monumentos a que foi dado o nome de Goldwater estão: o terminal Barry M. Goldwater do Aeroporto Internacional de Phoenix Sky Harbor, o parque memorial Goldwater em Paradise Valley, Arizona, o centro de visitantes Barry Goldwater da Academia da Força Aérea dos Estados Unidos, e a escola secundária Barry Goldwater no norte de Phoenix.

## Documentário
A sua neta, CC Goldwater, co-produziu com a sua amiga e produtora de filmes independentes Tani L. Cohen um documentário sobre a vida de Goldwater, chamado Mr. Conservative: Goldwater on Goldwater, transmitido pela primeira vez no canal HBO a 18 de Setembro de 2006.

## Livros
- Goldwater, Barry. The Conscience of a Conservative (1960)
- Goldwater, Barry. Why Not Victory? A fresh look at American policy (1963)
- Goldwater, Barry. Conscience of a Majority (1971)
- Goldwater, Barry. The Coming Breakpoint (1976)
- Goldwater, Barry. Arizona (1977)
- Goldwater, Barry. With No Apologies: The Outspoken Political Memoirs of America's Conservative Conscience (1979)
- Goldwater, Barry. Goldwater (1988), autobiografia